# 王質 (北魏)
王 質（おう しつ、生没年不詳）は、北魏の宦官。字は紹奴。本貫は高陽郡易県。

## 経歴
生家が事件に連座して、王質は幼くして蠶室で去勢された。読書し、学問に優れて、中曹吏・内典監となった。次いで秘書中散に転じ、寧朔将軍の号を加えられ、永昌子の爵位を受け、監御を兼ねた。侍御給事に転じ、さらに選部・監御の二曹事をつとめた。また特別に前将軍の号を加えられ、爵位を魏昌侯に進めた。選部尚書に転じ、員外散騎常侍の位を加えられた。
後に鎮遠将軍・瀛州刺史として出向した。州に在任した10年のあいだに、不正の摘発を進め、重い刑罰を多用して、「威酷」と号された。孝文帝は王質の忠勤を高く評価して、馮誕の死去、馮皇后の廃位、陸叡・穆泰らの反乱などの政局事件があるたびに、王質に璽書を与えて、信任を示した。王質は入朝して大長秋卿となり、ほどなく死去した。

## 伝記資料
- 『魏書』巻94 列伝第82
- 『北史』巻92 列伝第80